# Anthomyia angulata
Anthomyia angulata este o specie de muște din genul Anthomyia, familia Anthomyiidae. A fost descrisă pentru prima dată de Tiensuu în anul 1938. Conform Catalogue of Life specia Anthomyia angulata nu are subspecii cunoscute.